# 啞巴的傑作
《啞巴的傑作》為臺灣歌手王傑的第二十五張個人專輯，也是第八張粵語專輯，發行於1996年4月，由香港華納唱片公司發行。

## 專輯簡介
王傑在香港華納唱片的第八張亦是最後一張粵語唱片，專輯已於1994年間便錄製完成，王傑原與飛碟唱片（授權香港華納唱片發行）在1993年簽下發行六張粵語唱片的合約，但僅在1993年推出了一張《她》之後，至1996飛碟均未履行合約推出後續專輯，王傑也因此與飛碟唱片對簿公堂，隨後華納隨即推出此專輯《啞巴的傑作》，但並未做任何宣傳，專輯內的歌詞本也未寫明製作人及音樂團隊等資料。（官司後續為王傑在「歌手約」勝訴獲賠兩千萬元台幣，而「製作約」飛碟在和解後亦陪予王傑七位數違約金）

## 曲目
| 曲序 | 曲名                   | 曲     | 詞     | 編曲            | 附註         | 國語版本                                                  |
| 01   | 啞巴的話               | 李子恆 | 張廣安 | Belinda Foo     |              | 我只要一個真實的明天，收錄於專輯《只要說你愛我》          |
| 02   | 感激你在等我           | 王傑   | 潘源良 | Ricky Ho        |              | 只要說你愛我，收錄於專輯《只要說你愛我》                  |
| 03   | 愛情重傷               | 殷文琦 | 小美   | Ricky Ho        |              | 聚少離別多，收錄於專輯《只要說你愛我》                    |
| 04   | 嚮往                   | 陳大力 | 小美   | Ricky Ho        |              | 滄桑，收錄於專輯《只要說你愛我》                          |
| 05   | 始終我是我             | 王傑   | 梁芷珊 | Iskandar Ismail |              | 我要對世界說，收錄於專輯《路》                            |
| 06   | 黑色笑話               | 王傑   | 古倩敏 | Tim Heintz      |              | 為你生堆火，收錄於專輯《候鳥》                            |
| 07   | 闊別                   | 王傑   | 卡龍   | 陳志遠          |              | 5800年的她，收錄於專輯《忘了你忘了我》 兩個版本的編曲有別 |
| 08   | 能否不想你             | 王傑   | 古倩敏 | Ricky Ho        |              | 沒有你我依然可以，收錄於專輯《只要說你愛我》              |
| 09   | 某些改變               | 王傑   | 古倩敏 | Iskandar Ismail |              | 娃娃，收錄於專輯《路》                                    |
| 10   | 張開你雪亮的眼睛       | 陳大力 | 張廣安 | Ricky Ho        |              | 回首夢已遠，收錄於專輯《只要說你愛我》                    |
| 11   | 啞巴的話（電台特別版） | 李子恆 | 張廣安 | Belinda Foo     | 獨白：黃毓民 |                                                           |

## 唱片版本
- 錄音帶版
- CD版

## 音樂錄影帶
無